# 現代俳句協会賞
現代俳句協会賞（げんだいはいくきょうかいしょう）は、現代俳句協会が現代俳句大賞、現代俳句新人賞、現代俳句評論賞、現代俳句協会年度作品賞とともに開催している俳句の賞。同賞は、会員の作品を対象とした、現代俳句協会における最高の賞である（現代俳句大賞は功労賞）。文化功労者、芸術院会員、蛇笏賞受賞者など、俳句史に残る著名俳人を多く輩出している。
1947年に川端茅舎にちなみ茅舎賞として設立。1954年度の第3回より現在の名称となる。第9回の選考における世代的価値観の対立がきっかけとなって、（有季派かどうかを問わず）上の世代の会員の離脱と、彼らによる俳人協会の設立（1961年）が起きた。なお、離脱を先導した一人である中村草田男（当時、幹事長）は、有季絶対派として、無季を容認できないことを理由の一つに挙げた。ちなみに、第1回俳人協会賞は、第9回現代俳句協会賞で有力視されていたが、「新人」でないという理由などで候補自体から10対8の（主に世代的な差の）票決で外された石川桂郎（一緒に離脱した石田波郷の弟子）に贈られている。桂郎の次点説は俳壇で根強いが、川名大の調査によって否定されており、第9回現代俳句協会賞を最後まで争ったのは、赤尾兜子と飴山實である。
前述の経緯から判るように、現代俳句協会賞も俳人協会賞も、当初は、新人賞的性格があった。しかし、それぞれ、現代俳句協会新人賞及び俳人協会新人賞が設けられたことで、協会賞は、「新人賞の上の賞」として、協会員の作品を対象とした最高の賞になる（三大協会の協会賞は、いずれも会員限定の賞である）。第67回（2012年度）までは、他の会員から推薦を受けた会員が過去3年間の作品から50句抄を提出しこれを選考するという方式を採っていたが、第68回（2013年度）からは、有資格者（全役員・参与・地区協会会長、大賞・協会賞の既受賞者）の推薦を受けた会員の個人句集を対象とした賞に変更されている。それに伴い、同一人物が毎年候補になることは難しくなった。なお、協会会員であれば、俳人協会や日本伝統俳句協会に同時所属していても授賞対象になる。

## 受賞一覧
- 第1回（1947年度）- 石橋秀野
- 第2回（1952年度）- 細見綾子
- 第3回（1954年度）- 佐藤鬼房
- 第4回（1955年度）- 野沢節子
- 第5回（1956年度）- 金子兜太、能村登四郎
- 第6回（1957年度）- 飯田龍太、鈴木六林男
- 第7回（1958年度）- 目迫秩父
- 第8回（1959年度）- 香西照雄
- 第9回（1961年度）- 赤尾兜子
- 第10回（1962年度）- 堀葦男
- 第11回（1963年度）- 林田紀音夫
- 第12回（1965年度）- 文挟夫佐恵
- 第13回（1966年度）- 上月章
- 第14回（1967年度）- 隈治人、豊山千蔭、三橋敏雄
- 第15回（1968年度）- 寺田京子
- 第16回（1969年度）- 和田悟朗
- 第17回（1970年度）- 阿部完市、桜井博道
- 第18回（1971年度）- 杉本雷造、鈴木詮子
- 第19回（1972年度）- 伊丹公子
- 第20回（1973年度）- 穴井太
- 第21回（1974年度）- 小檜山繁子
- 第22回（1975年度）- 中村苑子
- 第23回（1976年度）- 井沢唯夫、佃悦夫
- 第24回（1977年度）- 津沢マサ子
- 第25回（1978年度）- 友岡子郷
- 第26回（1979年度）- 岩尾美義、竹本健司
- 第27回（1980年度）- 桑原三郎
- 第28回（1981年度）- 齊藤美規
- 第29回（1982年度）- 宇多喜代子、森田智子

新人賞併設以降
- 第30回（1983年度）- 阿部青鞋、久保田慶子、中村路子
- 第31回（1984年度）- 澁谷道
- 第32回（1985年度）- 折笠美秋
- 第33回（1986年度）- 飯名陽子、栗林千津
- 第34回（1987年度）- 高島茂
- 第35回（1988年度）- 柿本多映、金子皆子、沼尻巳津子
- 第36回（1989年度）- 池田澄子
- 第37回（1990年度）- 国武十六夜
- 第38回（1991年度）- 奥山甲子男、夏石番矢
- 第39回（1992年度上半期）- 寺井谷子
- 第40回（1992年度下半期）- 西野理郎
- 第41回（1993年度上半期）- 星野明世
- 第42回（1993年度下半期）- 久保純夫
- 第43回（1994年度上半期）- 中嶋秀子、花谷和子
- 第44回（1994年度下半期）- 岸本マチ子、高野ムツオ
- 第45回（1995年度上半期）- 宮坂静生
- 第46回（1995年度下半期）- 岩下四十雀、たむらちせい
- 第47回（1996年度上半期）- 中村和弘
- 第48回（1996年度下半期）- 津根元潮、森下草城子
- 第49回（1997年度上半期）- 鳴戸奈菜
- 第50回（1997年度下半期）- 大坪重治
- 第51回（1998年度上半期）- 辻脇系一
- 第52回（1998年度下半期）- 須藤徹
- 第53回（1999年度上半期）- 熊谷愛子、鈴木明
- 第54回（1999年度下半期）- 武田伸一
- 第55回（2000年度）- 前田吐実男
- 第56回（2001年度）- 鎌倉佐弓
- 第57回（2002年度）- あざ蓉子
- 第58回（2003年度）- 小林貴子
- 第59回（2004年度）- 田村正義
- 第60回（2005年度）- 八田木枯
- 第61回（2006年度）- （該当者なし）
- 第62回（2007年度）- 塩野谷仁
- 第63回（2008年度）- 田中いすず、室生幸太郎
- 第64回（2009年度）- 大牧広
- 第65回（2010年度）- 前川弘明
- 第66回（2011年度）- 渋川京子
- 第67回（2012年度）- 前田弘（俳人）

選考方法変更以降
- 第68回（2013年度）- 星野昌彦 『花神の時』、照井翠 『龍宮』（特別賞）
- 第69回（2014年度）- 安西篤 『秋の道（タオ）』、金原まさ子 『カルナヴァル』（特別賞）
- 第70回（2015年度）- 渡辺誠一郎 『地祇』
- 第71回（2016年度）- 高岡修 『水の蝶』
- 第72回（2017年度）- 恩田侑布子 『夢洗ひ』
- 第73回（2018年度）- 清水伶（俳人） 『星狩』
- 第74回（2019年度）- 佐怒賀正美 『無二』、永瀬十悟 『三日月湖』
- 第75回（2020年度）- 秋尾敏『ふりみだす』
- 第76回（2021年度）- （該当者なし）
- 第77回（2022年度）- 林桂 『百花控帖』、堀田季何 『人類の午後』
- 第78回（2023年度）- 井口時男『その前夜』
- 第79回（2024年度）- マブソン青眼『妖精女王マブの洞窟』
- 第80回（2025年度）- 大井恒行『水月伝』、董振華『静涵』（特別賞）、武藤紀子『雨畑硯』（特別賞）